# Delairea

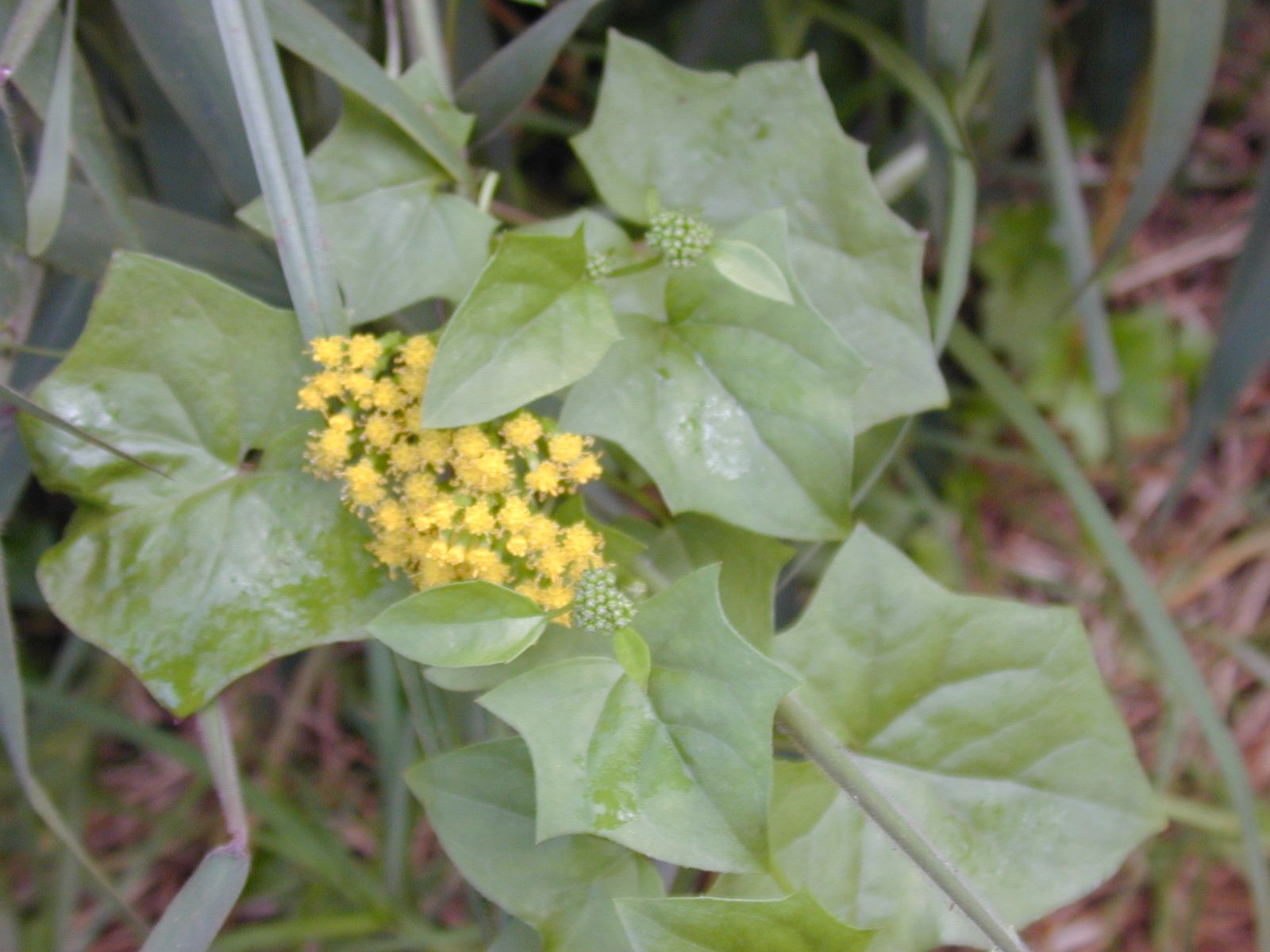
D. odorata (no Hawaii).

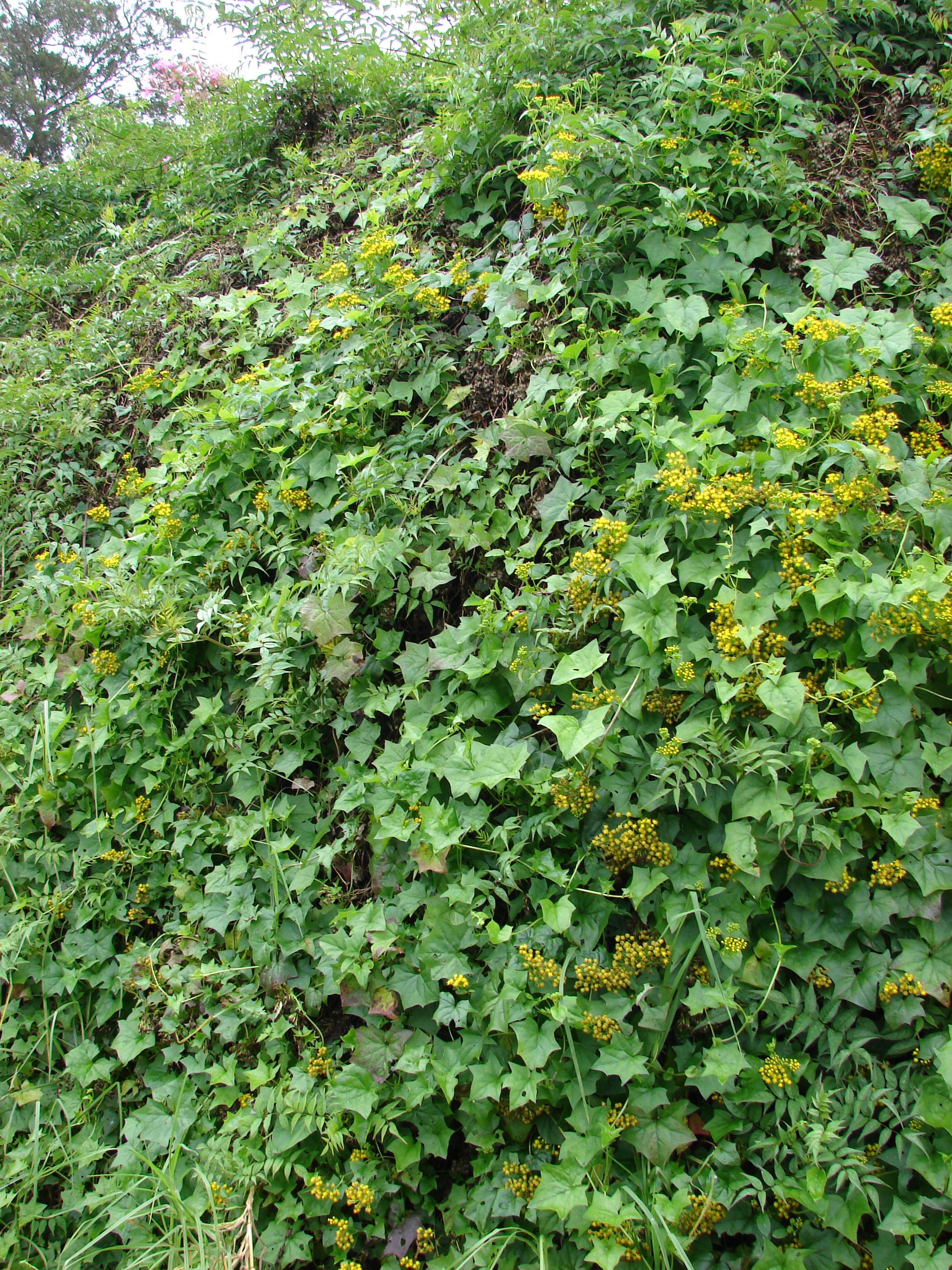
Forma reptante D. odorata (crescimento sobre um talude).

Delairea é um género de plantas com flor pertencente à tribo Senecioneae da família Asteraceae. O género é considerado monotípico, tendo como única espécie Delairea odorata (anteriormente incluída no género Senecio como Senecio mikanioides), uma espécie nativa do sul da África, considerada espécie invasora em várias regiões tropicais e subtropicais.

## Descrição
Delairea odorata, a única espécie que integra o género monotípico Delairea, é uma espécie de liana nativa da região florística do Cabo, na África do Sul, razão pela qual é conhecida pelo nome comum de hera-do-cabo (o que gera ambiguidade com as espécies Senecio angulatus e Senecio scandens, espécies morfologicamente similares e conhecidas pelo mesmo nome comum).
Delairea odorata é uma planta trepadeira (liana), mas que assume um carácter escandente ou reptante quando não encontra suporte, com longos caules flexíveis com até 5 m de comprimento, que se enrolam em torno dos troncos e ramos de árvores ou recobrem qualquer estrutura com a qual entrem em contacto. Em boas condições de clima e de solo, a espécie apresenta tal desenvolvimento foliar que recobre totalmente as árvores, levando à morte destas por ensombramento.
As folhas são multi-lobadas (em geral 6 lobos pontiagudos), com 5-10 cm de comprimento, de coloração verde intensa e superfície brilhante e cerosa, com uma aparência que faz lembrar a hera europeia. Uma característica que distingue D. odorata de Senecio angulatus é a presença de pequenos apêndices na base dos pecíolos que, quando bem desenvolvidos, apresentam forma auricular.
As flores são pequenas, de coloração amarela, agrupadas em inflorescências do tipo cacho.
A espécie é cultivada como planta ornamental pela sua folhagem e pela abundância das suas inflorescências. Em resultado dessa cultura, Delairea odorata foi introduzida em diversas regiões, naturalizou-se em muitas delas (incluindo as regi~eso costeiras da Península Ibérica e a Macronésia) e transformou-se numa espécie invasora na Califórnia, Hawaii, Oregon, Açores, Nova Zelândia e Austrália.
Nas regiões onde é invasora, a espécie é causa de risco ecológico elevado por cobrir arbustos e árvores, inibindo o crescimento destas, e por recobrir vastas áreas de solo, impedindo que as sementes de outras espécies germinem ou cresçam. As folhas e caules são tóxicos para os animais que a comam e para os peixes nos casos onde eles recaiam sobre cursos ou massas de água.
A trepadeira pode ser controlada ou eliminada por uma combinação de métodos físicos e químicos. A menos que o sistema radicular seja removido ou envenenado, a planta recupera rapidamente. As plantas jovens podem ser arrancadas com as suas raízes, mas as plantas mais velhas quebram deixando as raízes no lugar.
No Hawaii foi introduzida a espécie Galtara extensa, um lepidóptero, com o objectivo de promover o controlo biológico de Senecio madagascariensis, mas a espécie também se alimenta de Delairea odorata.
A autoridade científica da espécie é Wilhelm Gerhard Walpers, tendo a descrição original sido publicada em Allgemeine Gartenzeitung 13 (6): 42. 1845.